# Bertram, Texas
Bertram är en ort i Burnet County i Texas. Vid 2010 års folkräkning hade Bertram 1 353 invånare.